# Distrikt (Indien)

Karte der Distrikte Indiens (2011)

Distrikt (englisch district, Hindi ज़िला IAST zilā) bezeichnet in Indien eine innerstaatliche Verwaltungseinheit, die hierarchisch den Bundesstaaten und Unionsterritorien untergeordnet ist. Zum Zeitpunkt der Volkszählung 2011 bestanden in ganz Indien 640 Distrikte (siehe Liste der Distrikte in Indien).

## Verwaltung und Gliederung
Die Distriktshauptstädte sind Sitz der Distriktsverwaltung (district headquarters). Die überwiegende Mehrheit der Distrikte ist nach dem Sitz der Distriktsverwaltung benannt. 
In großen Bundesstaaten wurden teilweise auch mehrere Distrikte zu einer Division zusammengefasst. Die Verwaltung Indiens unterhalb der Distriktsebene variiert zwischen den Bundesstaaten und auch zwischen Distrikten. Die allgemeinen Verwaltungsangelegenheiten werden im Norden Indiens von Tehsils und im Süden von Taluks verwaltet, während entwicklungstechnische Dinge vom Block verwaltet werden. In einigen Gebieten gibt es mit der Sub-Division eine dritte parallele Verwaltungskette. In manchen Distrikten sind diese drei Ebenen voneinander getrennt, in anderen überlappen sich ihre Aufgabenbereiche. Auch die Grenzen der drei Verwaltungskettengebiete können unterschiedlich sein, ebenso wie Anzahl und Ort ihres Sitzes.

## Backward districts
Von den 640 indischen Distrikten (2011) wurden im Jahr 2017 über 100 aus verschiedenen Gründen als backward ‚rückständig‘ eingestuft. Als Gründe wurden vor allem genannt: geringe Lesefähigkeit, niedriges Durchschnittseinkommen und Wassermangel; viele dieser Distrikte haben einen hohen Anteil an Stammesbevölkerung (Scheduled Tribes).